# Parasmittina mexicana
Parasmittina mexicana är en mossdjursart som beskrevs av Pouyet och Herrera-Anduaga 1986. Parasmittina mexicana ingår i släktet Parasmittina och familjen Smittinidae.
Artens utbredningsområde är Mexikanska golfen. Inga underarter finns listade i Catalogue of Life.